# Benedikt Saller
Benedikt Saller (Monaco di Baviera, 22 settembre 1992) è un calciatore tedesco, centrocampista del Jahn Ratisbona.

## Caratteristiche tecniche
Gioca come centrocampista difensivo.